# El Tule, Veracruz
El Tule är en ort i Mexiko.   Den ligger i kommunen Tempoal och delstaten Veracruz, i den sydöstra delen av landet, 230 km norr om huvudstaden Mexico City. El Tule ligger 129 meter över havet och antalet invånare är 112.
Terrängen runt El Tule är platt. Runt El Tule är det ganska tätbefolkat, med 86 invånare per kvadratkilometer. Närmaste större samhälle är Tempoal de Sánchez, 16,9 km nordost om El Tule. Omgivningarna runt El Tule är en mosaik av jordbruksmark och naturlig växtlighet.